# Дечје новине
Дечје новине је бивша издавачка кућа из Горњег Милановца, позната као највећи стрип издавач бивше СФРЈ. Осим часописа и стрипова, издавала је и књиге, као и албуме са самолепљивим сличицама.
Заштитни знак Дечјих новина, „дечак у искораку напред”, осмислио је дизајнер Раде Ранчић.

## Историјат
Оснивач Дечјих новина је био Срећко Јовановић. У својој првој фази „Дечје новине“ представљало је неколико наставника, који су заједно са својим ученицама 11. децембра 1956. одлучили да се као ваннаставном активношћу баве издавањем школског листа, а 12. јануара 1957. издали први број листа у свега 1.000 примерака. Први број Дечјих новина изашао је под насловом „Дечја политика“. Дечје новине су спадале у ред највећих европских и светских издавача за децу и омладину. Имале су скоро ексклузивно право за објављивање стрипова Волта Дизнија у СФРЈ. Осамдесетих година, ИП „Дечје новине“ су биле један од највећих југословенских и српских издавача књига и стрипова.
За изузетне напоре на развијању пријатељства и равноправности наших народа и народности, председник СФРЈ Јосип Броз Тито је одликовао Дечје новине Орденом братства и јединства са сребрним венцем. Дечје новине су били добитници још око 15.000 разних повеља, награда, диплома и других признања. Захваљујући „Дечјим новинама“, Горњи Милановац је постао један од најпознатијих градова у тадашњој Југославији.
Кућа доживљава напредак и развој осамдесетих година 20. века, да би почетком деведесетих година, са избијањем рата у СФРЈ и распадом државе, пропала у потпуности. Главни узроци пропасти су смањење тржишта, хиперинфлација и несавесно вођење фирме. Стечајна агонија Дечјих новина је трајала све до почетка 21. века, када је распродата преостала имовина да би се намирили бројни повериоци.
Пословну кулу Дечјих новина (арх. Миодраг Дамњановић) је након стечаја фирме купила општина Горњи Милановац и у њој се данас налазе разне општинске службе.

## Најпознатија издања
Дечје новине (часопис за школску децу), Тик-Так, Зека, Екс алманах, Ју стрип (касније Ју стрип магазин), Гигант, Бисер стрип, Никад робом и Џубокс.